# クリス・バライカ
- クリス・バレイカ

クリストファー・アンドリュー・バライカ（Christopher Andrew Valaika, 1985年8月14日 - ）は、アメリカ合衆国カリフォルニア州ロサンゼルス郡サンタモニカ出身の元プロ野球選手（内野手）、野球指導者。右投右打。現在は、MLBのシンシナティ・レッズで打撃コーチを務める。
弟のパット・バライカもメジャーリーガー（内野手）である。
メディアによっては「バレイカ」と表記されることもある。

## 経歴

### プロ入りとレッズ時代
2006年のMLBドラフト6巡目（全体84位）でシンシナティ・レッズから指名され、6月19日に契約。契約後、傘下のパイオニアリーグのルーキー級ビリングス・マスタングスでプロデビュー。70試合に出場して打率.324、8本塁打、60打点、2盗塁を記録した。
2007年はまずA級デイトン・ドラゴンズでプレーし、79試合に出場して打率.307、10本塁打、56打点、1盗塁を記録した。7月にA+級サラソタ・レッズへ昇格した。ここでは57試合に出場して打率.253、2本塁打、23打点を記録した。
2008年はまずA+級サラソタでプレーし、32試合に出場して打率.363、7本塁打、31打点、2盗塁を記録した。5月にAA級チャタヌーガ・ルックアウツへ昇格した。ここでは97試合に出場して打率.301、11本塁打、50打点、7盗塁を記録した。また、この年はオールスター・フューチャーズゲームのアメリカ合衆国選抜に選出された。
2009年はAAA級ルイビル・バッツでプレーし、95試合に出場して打率.235、6本塁打、36打点、1盗塁を記録した。オフの11月20日にレッズとメジャー契約を結び、40人枠入りした。
2010年3月18日にAAA級ルイビルへ異動し、そのまま開幕を迎えた。AAA級ルイビルでは118試合に出場して打率.304、4本塁打、53打点、3盗塁を記録した。8月24日にメジャーへ初昇格し、同日のサンフランシスコ・ジャイアンツ戦でメジャーデビュー。6回表に代打として出場し、サンティアゴ・カシーヤからメジャー初安打を放った。この日は2打数1安打1三振だった。8月27日のシカゴ・カブス戦では、3打席目にトム・ゴーゼラニーからメジャー初本塁打を放った。この年メジャーでは19試合に出場して打率.263、1本塁打、2打点を記録した。
2011年3月27日にAAA級ルイビルへ異動し、そのまま開幕を迎えた。4月24日にスコット・ローレンが故障者リスト入りしたため、メジャーへ昇格した。8試合に出場したが、5月13日にローレンが故障者リストから復帰したため、AAA級ルイビルへ降格した。ロースターが拡大した9月1日にメジャーへ昇格。9月12日に前十字靭帯を損傷し、そのままシーズンを終えた。この年は14試合に出場して打率.280を記録した。
2012年3月25日にAAA級ルイビルへ異動し、そのまま開幕を迎えた。この年はメジャーへ昇格することなく、AAA級ルイビルとルーキー級アリゾナリーグ・レッズでプレー。AAA級ルイビルでは85試合に出場して打率.223、6本塁打、29打点、2盗塁を記録した。9月4日に40人枠から外れた。オフの11月3日にFAとなった。

### マーリンズ時代
2012年11月5日にマイアミ・マーリンズとマイナー契約を結んだ。
2013年3月31日にマーリンズとメジャー契約を結んだ。開幕後は22試合に出場したが、5月8日に左手首の故障で15日間の故障者リスト入りし、7月7日に60日間の故障者リストへ異動した。7月23日に故障者リストから外れたが、同日にDFAとなり、25日にマイナー契約で傘下のAAA級ニューオーリンズ・ゼファーズへ配属された。この年マーリンズでは22試合に出場して打率.219、1本塁打、9打点を記録した。レギュラーシーズン終了後の10月1日にFAとなった。

### カブス時代
2013年11月19日にカブスとマイナー契約を結んだ。
2014年は傘下のAAA級アイオワ・カブスで開幕を迎え、102試合に出場して打率.278、10本塁打、50打点、2盗塁を記録した。8月1日にカブスとメジャー契約を結んでアクティブ・ロースター入りした。この年メジャーでは44試合に出場して打率.231、3本塁打、13打点を記録した。
2014年12月23日にマイナー契約でカブスと再契約を結び、2015年は一年間AAA級アイオワでプレーした。オフの11月6日にFAとなったが、この年が現役最後のシーズンとなった。

### 引退後
2018年にカブス傘下のAAA級アイオワのコーチを務めた後、カブスのマイナー巡回打撃コーディネイターを経て、2021年からカブスの打撃コーチ補佐に就任した。
2022年シーズンからはクリーブランド・ガーディアンズの打撃コーチを務める。

## プレースタイル
もともとは遊撃手だが、内野ならどこでも守れた。

## 詳細情報

### 年度別打撃成績
| 年 度    | 球 団    | 試 合 | 打 席 | 打 数 | 得 点 | 安 打 | 二 塁 打 | 三 塁 打 | 本 塁 打 | 塁 打 | 打 点 | 盗 塁 | 盗 塁 死 | 犠 打 | 犠 飛 | 四 球 | 敬 遠 | 死 球 | 三 振 | 併 殺 打 | 打 率 | 出 塁 率 | 長 打 率 | O P S |
| -------- | -------- | ----- | ----- | ----- | ----- | ----- | -------- | -------- | -------- | ----- | ----- | ----- | -------- | ----- | ----- | ----- | ----- | ----- | ----- | -------- | ----- | -------- | -------- | ----- |
| 2010     | CIN      | 19    | 40    | 38    | 3     | 10    | 1        | 0        | 1        | 14    | 2     | 0     | 0        | 1     | 0     | 1     | 0     | 0     | 9     | 2        | .263  | .282     | .368     | .650  |
| 2011     | CIN      | 14    | 27    | 25    | 3     | 7     | 1        | 1        | 0        | 10    | 0     | 0     | 0        | 0     | 0     | 2     | 0     | 0     | 3     | 0        | .280  | .333     | .400     | .733  |
| 2013     | MIA      | 22    | 70    | 64    | 4     | 14    | 5        | 0        | 1        | 22    | 9     | 0     | 0        | 1     | 1     | 3     | 0     | 1     | 16    | 2        | .219  | .261     | .344     | .605  |
| 2014     | CHC      | 44    | 131   | 121   | 10    | 28    | 4        | 0        | 3        | 41    | 13    | 1     | 0        | 0     | 1     | 7     | 2     | 1     | 35    | 5        | .231  | .282     | .339     | .621  |
| MLB：4年 | MLB：4年 | 99    | 268   | 248   | 20    | 59    | 11       | 1        | 5        | 87    | 24    | 1     | 0        | 2     | 2     | 7     | 2     | 2     | 63    | 9        | .238  | .282     | .351     | .633  |

### 年度別守備成績
| 年 度 | 球 団 | 一塁（1B） | 一塁（1B） | 一塁（1B） | 一塁（1B） | 一塁（1B） | 一塁（1B） | 二塁（2B） | 二塁（2B） | 二塁（2B） | 二塁（2B） | 二塁（2B） | 二塁（2B） | 三塁（3B） | 三塁（3B） | 三塁（3B） | 三塁（3B） | 三塁（3B） | 三塁（3B） | 遊撃（SS） | 遊撃（SS） | 遊撃（SS） | 遊撃（SS） | 遊撃（SS） | 遊撃（SS） |
| 年 度 | 球 団 | 試 合      | 刺 殺      | 補 殺      | 失 策      | 併 殺      | 守 備 率   | 試 合      | 刺 殺      | 補 殺      | 失 策      | 併 殺      | 守 備 率   | 試 合      | 刺 殺      | 補 殺      | 失 策      | 併 殺      | 守 備 率   | 試 合      | 刺 殺      | 補 殺      | 失 策      | 併 殺      | 守 備 率   |
| ----- | ----- | ---------- | ---------- | ---------- | ---------- | ---------- | ---------- | ---------- | ---------- | ---------- | ---------- | ---------- | ---------- | ---------- | ---------- | ---------- | ---------- | ---------- | ---------- | ---------- | ---------- | ---------- | ---------- | ---------- | ---------- |
| 2010  | CIN   | -          | -          | -          | -          | -          | -          | 13         | 19         | 24         | 0          | 7          | 1.000      | -          | -          | -          | -          | -          | -          | 1          | 0          | 2          | 0          | 1          | 1.000      |
| 2011  | CIN   | -          | -          | -          | -          | -          | -          | 1          | 3          | 1          | 0          | 0          | 1.000      | 4          | 4          | 13         | 0          | 2          | 1.000      | 2          | 1          | 2          | 0          | 1          | 1.000      |
| 2013  | MIA   | 3          | 8          | 2          | 1          | 2          | .909       | 6          | 8          | 11         | 0          | 3          | 1.000      | 5          | 0          | 3          | 1          | 0          | .750       | 6          | 5          | 13         | 1          | 3          | .947       |
| 2014  | CIN   | 15         | 99         | 12         | 2          | 13         | .982       | 12         | 17         | 27         | 0          | 4          | 1.000      | 8          | 8          | 16         | 0          | 2          | 1.000      | 2          | 5          | 5          | 0          | 3          | 1.000      |
| MLB   | MLB   | 18         | 107        | 14         | 3          | 15         | .976       | 32         | 47         | 63         | 0          | 14         | 1.000      | 17         | 12         | 32         | 1          | 4          | .978       | 11         | 11         | 22         | 1          | 8          | .971       |

### 記録
MiLB
- オールスター・フューチャーズゲーム選出：1回（2008年）

### 背番号
- 3（2010年 - 2011年）
- 13（2013年、2022年 - ）
- 4（2014年）
- 53（2021年）